# Andy Gould
Andy Gould – amerykański producent filmowy.
Karierę w branży filmowej rozpoczął w 1998 roku − wówczas pracował przy horrorze Ronny'ego Yu Narzeczona laleczki Chucky (Bride of Chucky) jako konsultant muzyczny. Trzy lata później objął stanowisko muzycznego nadzorcy przy produkcji slashera Walentynki (Valentine).
Dopiero w roku 2003 zaangażowano go we właściwą produkcję filmu, powstałego wprawdzie trzy lata wcześniej Domu tysiąca trupów (The House of 1000 Corpses) w reżyserii Roba Zombie. Film swoją premierą odnotował w marcu 2003, odniósł spory sukces wśród fanów horroru, a dziś uznawany jest za projekt kultowy. W 2005 roku Gould wyprodukował sequel debiutanckiego filmu Zombie − Bękarty diabła (The Devil's Rejects), które okazały się przebojem światowych kin. W ciągu najbliższych lat Gould objął stanowisko producenta przy kolejnych filmach grozy wyreżyserowanych przez Roba Zombie; były to Halloween (2007, jego kontynuacja Halloween II (2009), animacja The Haunted World of El Superbeasto (2009), The Lords of Salem (2012) oraz 31 (2016).